# Joseph Haydn

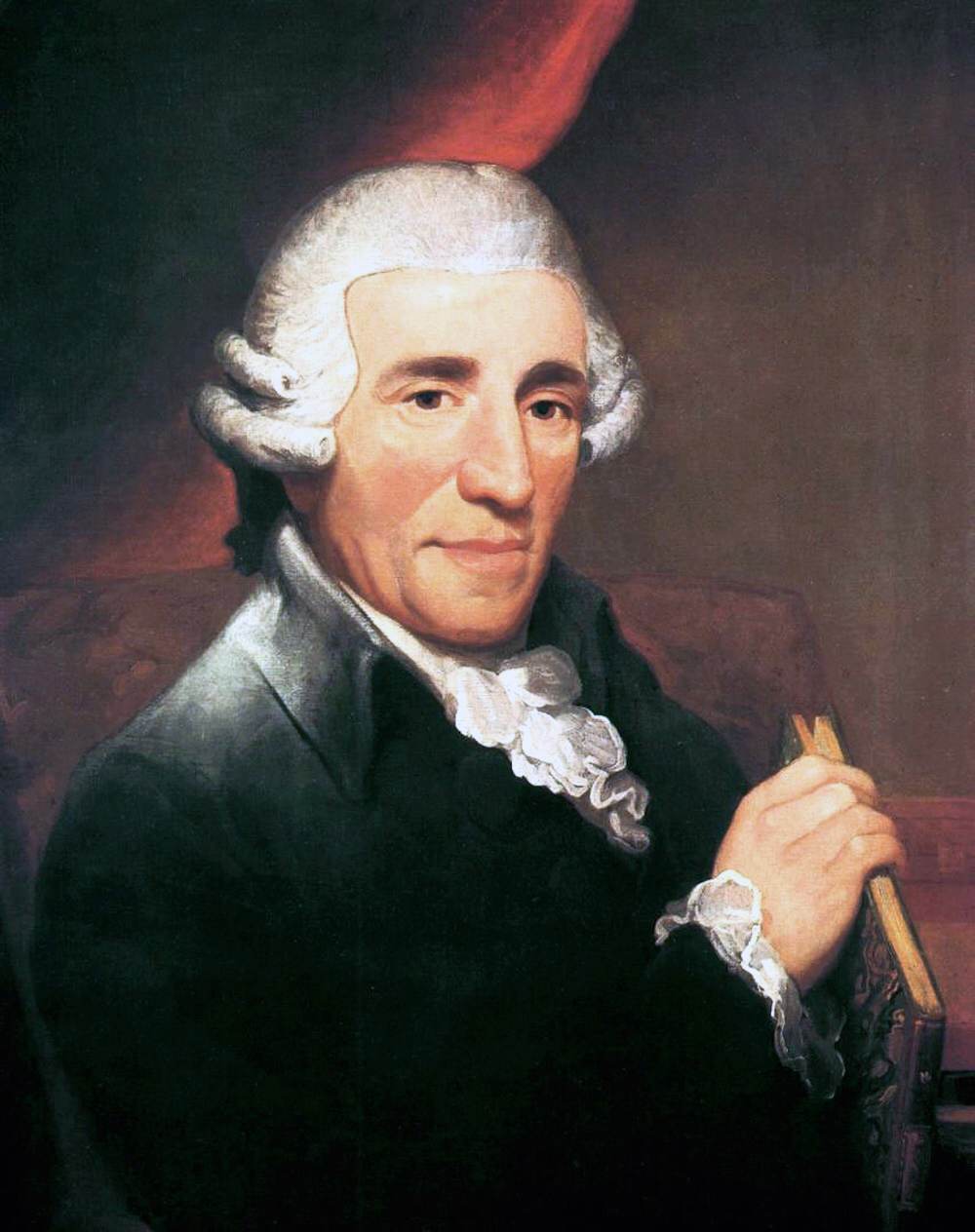
Joseph Haydn (Ölgemälde von Thomas Hardy, 1791)

Italienische Unterschrift Joseph Haydns: di me giuseppe Haydn
(„von mir Joseph Haydn“)

Franz Joseph Haydn (* 31. März oder 1. April 1732 in Rohrau, Erzherzogtum Österreich; † 31. Mai 1809 in Wien) war ein österreichischer Komponist der Wiener Klassik.
Joseph Haydn, Bruder des Komponisten Michael Haydn und des Tenors Johann Evangelist Haydn, verbrachte den größeren Teil seiner beruflichen Laufbahn als Hofmusiker auf dem Landsitz der wohlhabenden ungarischen Familie Esterházy, deren Orchester und Oper er leitete. Die Abgeschiedenheit von anderen Komponisten und musikalischen Strömungen beschrieb er mit den Worten: „Ich war von der Welt abgesondert, niemand in meiner Nähe konnte mich an mir selbst irre machen und quälen, und so musste ich original werden.“
Haydns 1797 uraufgeführte Vertonung des Gedichts Gott  erhalte Franz, den Kaiser, Unsern guten Kaiser Franz!, das Kaiserlied, wurde zu den Österreichischen Kaiserhymnen und mit anderem Text später die deutsche Nationalhymne.

## Leben

### Kindheit und Jugend (1732–1749)

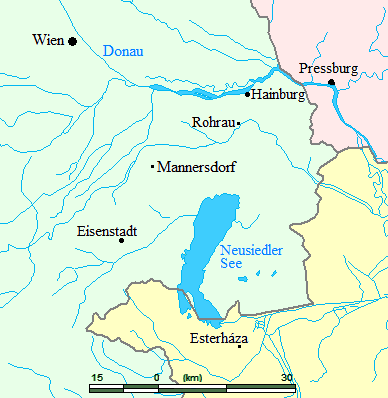
Lage des Geburtsortes Rohrau und anderer Orte der Region, in denen Haydn die meiste Zeit seines Lebens verbrachte (heutige Grenzen)

Joseph Haydn wurde als zweites von zwölf Kindern des Wagners und späteren Marktrichters Mathias Haydn und dessen Ehefrau Maria Haydn (geborene Koller) (die als Köchin arbeitete) im Markt Rohrau an der Leitha, Obere Hauptstraße 25, im heutigen Niederösterreich, geboren. Zwar konnten beide Eltern keine Musiknoten lesen, aber nach Haydns Erinnerungen wurde in seiner Familie und mit den Nachbarn häufig gesungen. Seine musikalische Begabung wurde entdeckt, als er noch ein kleines Kind war.
Im Alter von sechs Jahren wurde Haydn 1738 zu Verwandten in das nahe Hainburg an der Donau geschickt, wo ihn sein Vetter Frank bzw. Frankh musikalisch unterrichtete. Im Jahr 1740 wurde er von Georg von Reutter, dem musikalischen Direktor des Stephansdoms in Wien, bemerkt, als dieser durch die Provinzen reiste, um talentierte Chorknaben zu finden. Reutter nahm Haydn mit nach Wien, wo er neun Jahre als Chorsänger lebte, davon die letzten vier in Gesellschaft seines jüngeren Bruders Michael. Die falsche Behauptung, Haydn habe 1741 beim Begräbnis Antonio Vivaldis gesungen, basiert auf einer Verwechslung der Ministranten mit den Chorknaben.
In der Domkapelle erhielt Haydn Gesangs-, Klavier- und Violinunterricht. Reutter korrigierte Haydns erste Kompositionen, gab ihm aber keinen geregelten Kompositionsunterricht. Dennoch lernte Haydn viel – großenteils im Selbstunterricht und wohl allein schon dadurch, dass er in jungen Jahren an einem für die Musik wichtigen Ort war. Ob er bereits in dieser Zeit oder erst in späteren Jahren Johann Matthesons Der vollkommene Capellmeister und die Kompositionslehre Gradus ad Parnassum von Johann Joseph Fux durchstudierte, ist nach den Quellen nicht eindeutig zu entscheiden. Beide Werke nannte der erwachsene Komponist als grundlegend für seine Entwicklung.

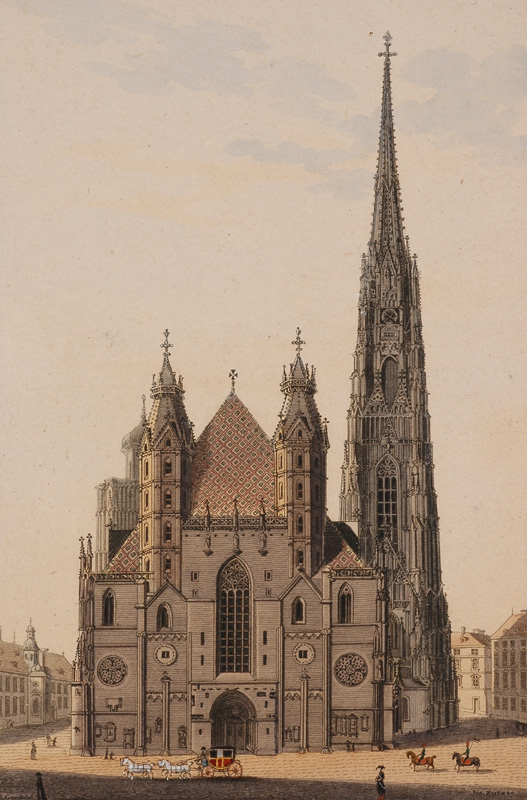
Stephansdom (Aquarell auf Lithografie von Eduard Gurk, 1830)

### Freischaffender Musiker (1749 – ca. 1757)
1749 war Haydns Stimmbruch abgeschlossen, so dass er die hohen Stimmen im Chor nicht mehr singen konnte. Er wurde aus seiner Stelle entlassen und begann eine Karriere als freier Musiker. Im Laufe dieser beschwerlichen, zehn Jahre dauernden Periode ging Haydn vielen verschiedenen Tätigkeiten nach, unter anderem als Kammerdiener und Begleiter des italienischen Komponisten Nicola Porpora. Er bemühte sich, die Lücken in seiner Ausbildung zu füllen, und schrieb schließlich seine ersten Streichquartette und seine erste Oper. Während dieser Zeit stieg Haydns professionelles Ansehen allmählich.
Zwischen 1754 und 1756 war Haydn auch freischaffend für den Wiener Hof tätig. Er fungierte als „Extra Musicus“ bei Bällen der kaiserlichen Familie während des Karnevals und wurde in der Fastenzeit auch als supplierender Sänger in der Hofkapelle verwendet.
Seit 1754 gab der junge Haydn der 1744 in Wien geborenen späteren Komponistin Marianna Martines Klavierunterricht. Zu Beginn dieser Ausbildung soll Marianna Martines schon hervorragend gespielt haben. Haydn wohnte im selben Haus und erteilte ihr täglich gegen freie Kost Unterricht.

### Musikdirektor beim Grafen von Morzin (ca. 1757–1761)
Um 1758 erhielt Haydn seine erste wichtige Stelle als Musikdirektor des Grafen Karl von Morzin auf Schloss Dolní Lukavice (Lukavec) bei Pilsen. Auf dieses Jahr datierte Haydn seine erste in Morzins Diensten komponierte Sinfonie. Als Musikdirektor dirigierte er ein kleines Orchester, und für dieses Ensemble schrieb er seine ersten Sinfonien, Streichtrios, Cassationen und Streichquartette. Diese verbreiteten sich bald, in den Druck gelangten sie nicht.
Am 26. November 1760 heiratete Joseph Haydn im Wiener Stephansdom die zwei Jahre ältere Maria Anna Theresia Keller (1730–1800), die Tochter von Johann Petrus Keller, einem aus Hamburg stammenden und damals noch wohlhabenden, hofbefreiten Perückenmacher. Die Ehe stellte sich bald als unglücklich heraus: Seine Frau hatte wenig Verständnis für seine Musik, und die Ehe blieb kinderlos, was Haydn sehr bedauerte.
Graf Morzin geriet bald darauf in finanzielle Schwierigkeiten, die ihn zwangen, seine musikalischen Unternehmungen aufzugeben.

### Kapellmeister bei den Esterházys (1761–1790)

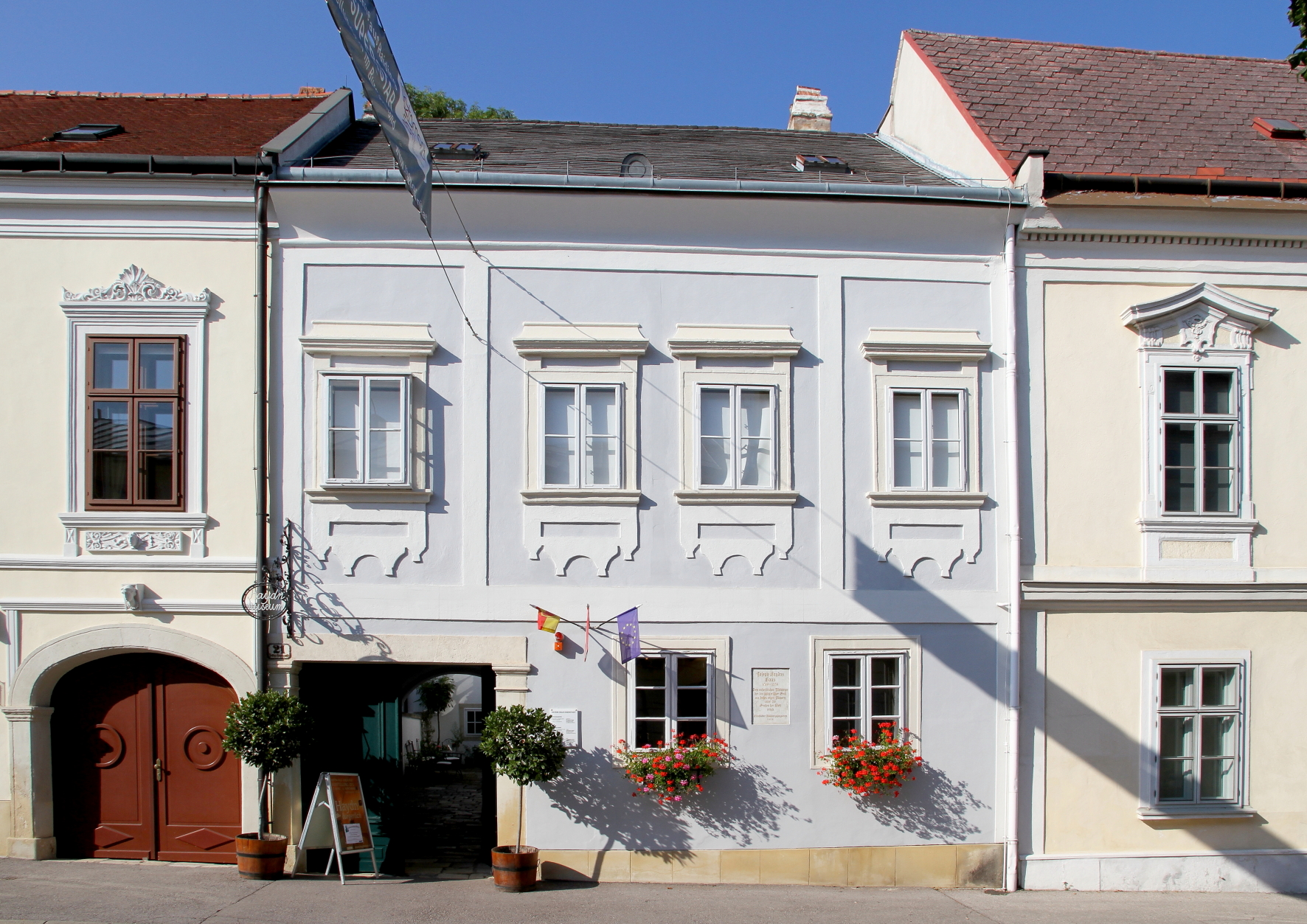
Haydns Wohnhaus in Eisenstadt

Haydn wurde schnell eine ähnliche Stelle von der Familie Esterházy angeboten, einer der wohlhabendsten und wichtigsten Magnatenfamilien im Königreich Ungarn, und er trat 1761 in die Dienste des Fürsten Esterházy, zunächst als Vizekapellmeister. Als der Kapellmeister Gregor Joseph Werner 1766 starb, wurde Haydn zum Ersten Kapellmeister befördert. Nun konnte er auch geistliche Werke komponieren, was Werner sich bis dahin vorbehalten hatte. Sein 1767 verfasstes Stabat Mater hebt sich sowohl im zeitlichen Umfang als auch in der Instrumentierung von anderen Vertonungen dieser Sequenz ab.

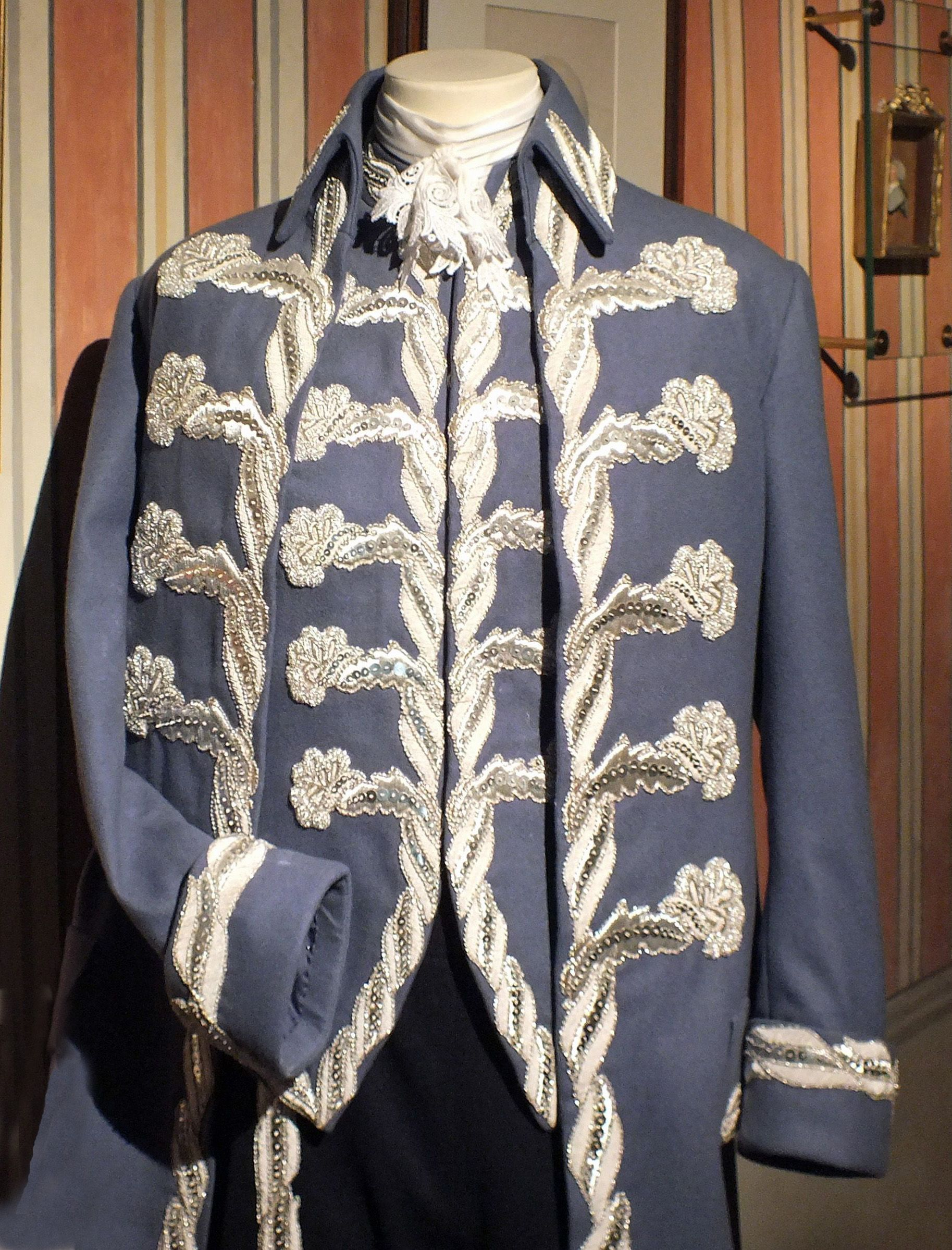
Haydns Livree

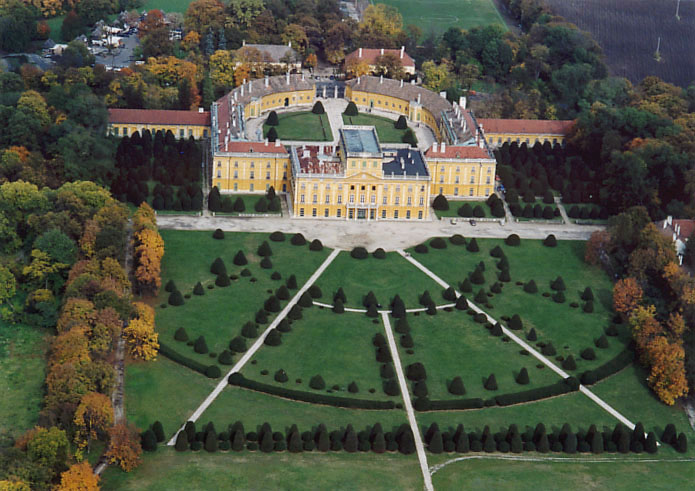
Blick auf Schloss Eszterháza

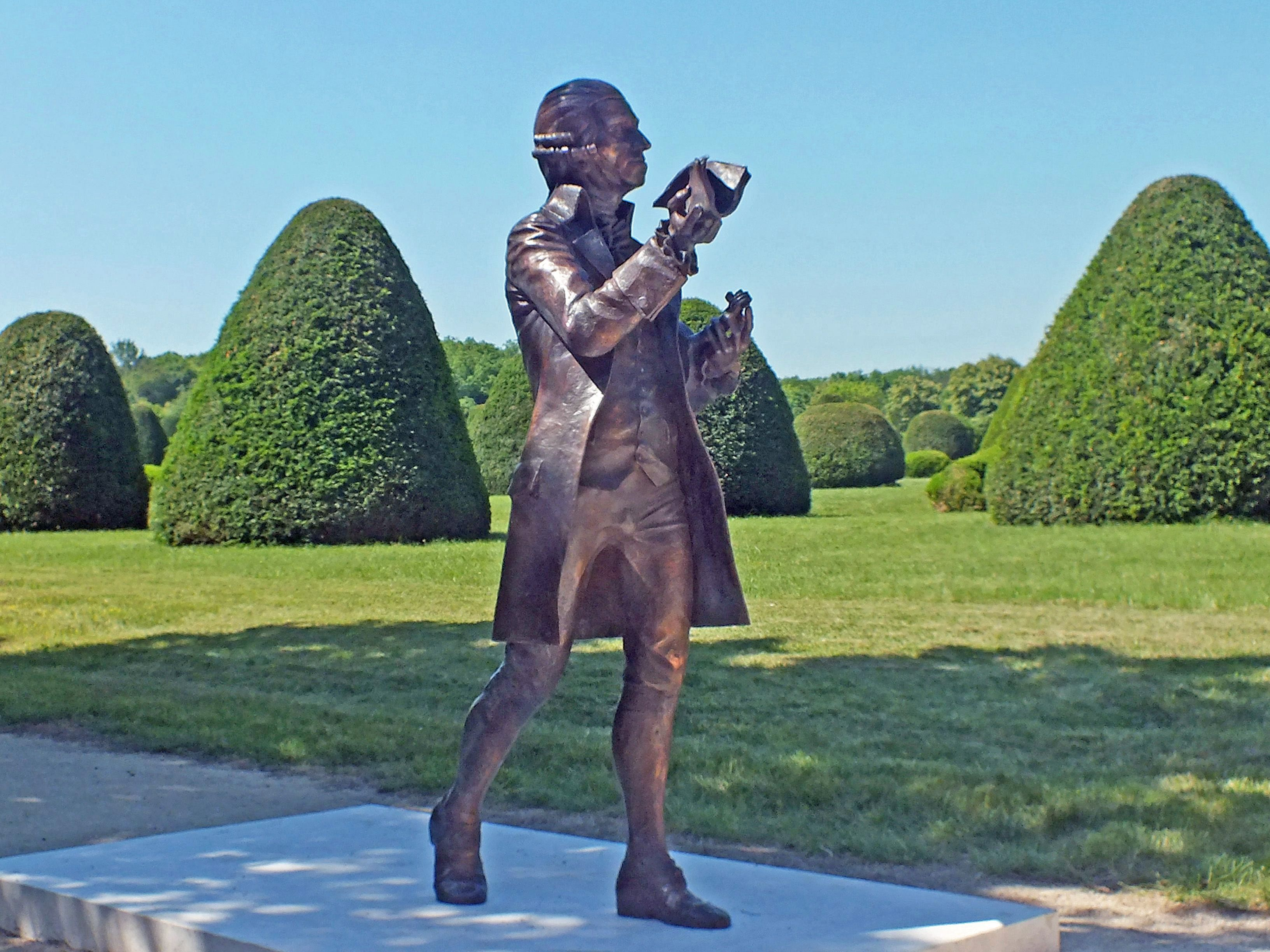
Bronzeplastik Joseph Haydn im Park von Schloss Eszterháza (2013)

Als livrierter Musiker im Rang eines Hausoffiziers der Esterházys folgte Haydn der Familie in die drei Hauptresidenzen: den Familiensitz in Eisenstadt, ungefähr 50 km von Wien; den Winterpalast in Wien, und Eszterháza, ein großes Schloss, das in den 1780ern im ländlichen Ungarn gebaut wurde.
Haydns enormes Arbeitspensum umfasste Komposition, Leitung des Orchesters, Spielen von Kammermusik für und mit seinem Patron und das Arrangieren von Opern. Die Fürsten Esterházy (erst Paul Anton, dann vor allem Nikolaus I.) waren Musikkenner, die seine Arbeit schätzten und ihm den Raum für seine künstlerische Entwicklung gaben, darunter den täglichen Zugang zu seinem eigenen kleinen Orchester. In der Saison zwischen Februar und November fielen 100 bis 150 Aufführungen (Dirigate) an.
Mit Luigia Polzelli, einer italienischen Sängerin im Esterházy-Unternehmen, hatte Haydn eine längere Affäre. Ohne Beweise wird immer wieder spekuliert, er sei der Vater ihres Sohnes Anton. 
Während der fast dreißig Jahre im Hause Esterházy produzierte Haydn eine Flut von Kompositionen, und sein musikalischer Stil entwickelte sich ständig weiter. Seine Popularität in der Außenwelt vergrößerte sich ebenfalls. Allmählich schrieb Haydn ebenso viel für Veröffentlichungen wie für seinen Arbeitgeber, und einige wichtige Werke dieser Periode, wie die Pariser Sinfonien (1785–1786) und die ursprüngliche Orchesterversion der Sieben letzten Worte unseres Erlösers am Kreuze (1786), wurden aus dem Ausland in Auftrag gegeben.
Ab etwa 1781 entwickelte sich eine enge Freundschaft zwischen Haydn und Mozart, dessen Werk er schon über Jahre beeinflusst hatte. Beide Komponisten genossen es, in Streichquartetten zusammenzuspielen. Haydn war von Mozarts Werk beeindruckt. Mozart bemühte sich, sechs Streichquartette auf dem Niveau zu schreiben, das Haydn mit seiner kurz davor vollendeten Reihe op. 33 erreicht hatte; als Mozart damit fertig war, widmete er die Quartette seinem Freund. Daraufhin erklärte Haydn gegenüber Mozarts Vater Leopold: „Ich sage Ihnen vor Gott, als ehrlicher Mann, Ihr Sohn ist der größte Komponist, den ich als Person und dem Namen nach kenne.“ Haydn gehörte wie Mozart der Wiener Freimaurerloge Zur wahren Eintracht an, in die er am 11. Februar 1785 aufgenommen wurde.

### Selbständigkeit (1790–1809)
1790 starb Fürst Nikolaus; sein unmusikalischer Nachfolger Anton I. entließ die gesamte Hofmusik und schickte Haydn in Pension. Dieser akzeptierte ein lukratives Angebot des deutschen Impresarios Johann Peter Salomon, nach England zu gehen und seine neuen Sinfonien mit einem großen Orchester aufzuführen.
Die Reisen (1791–1792 und 1794–1795) waren erfolgreich. In Oxford wurde er 1791 zum Doktor promoviert. Das Publikum stürmte Haydns Konzerte, und er erwarb schnell Ruhm und Vermögen. Musikalisch entstanden für die Besuche in England einige seiner bekanntesten Werke, darunter die Sinfonie mit dem Paukenschlag, die Militärsinfonie, die Londoner Sinfonie, das Reiterquartett und das Zigeunertrio. Haydn erwog sogar, englischer Bürger zu werden und sich dauerhaft niederzulassen, doch er kehrte nach Wien zurück.
Im Juli 1792 traf er Ludwig van Beethoven in der Godesberger Redoute bei Bonn. Der 21 Jahre alte Beethoven spielte Haydn vor; beide verabredeten, dass er eine zweite Studienreise nach Wien unternehmen solle, um Meisterschüler Haydns zu werden.

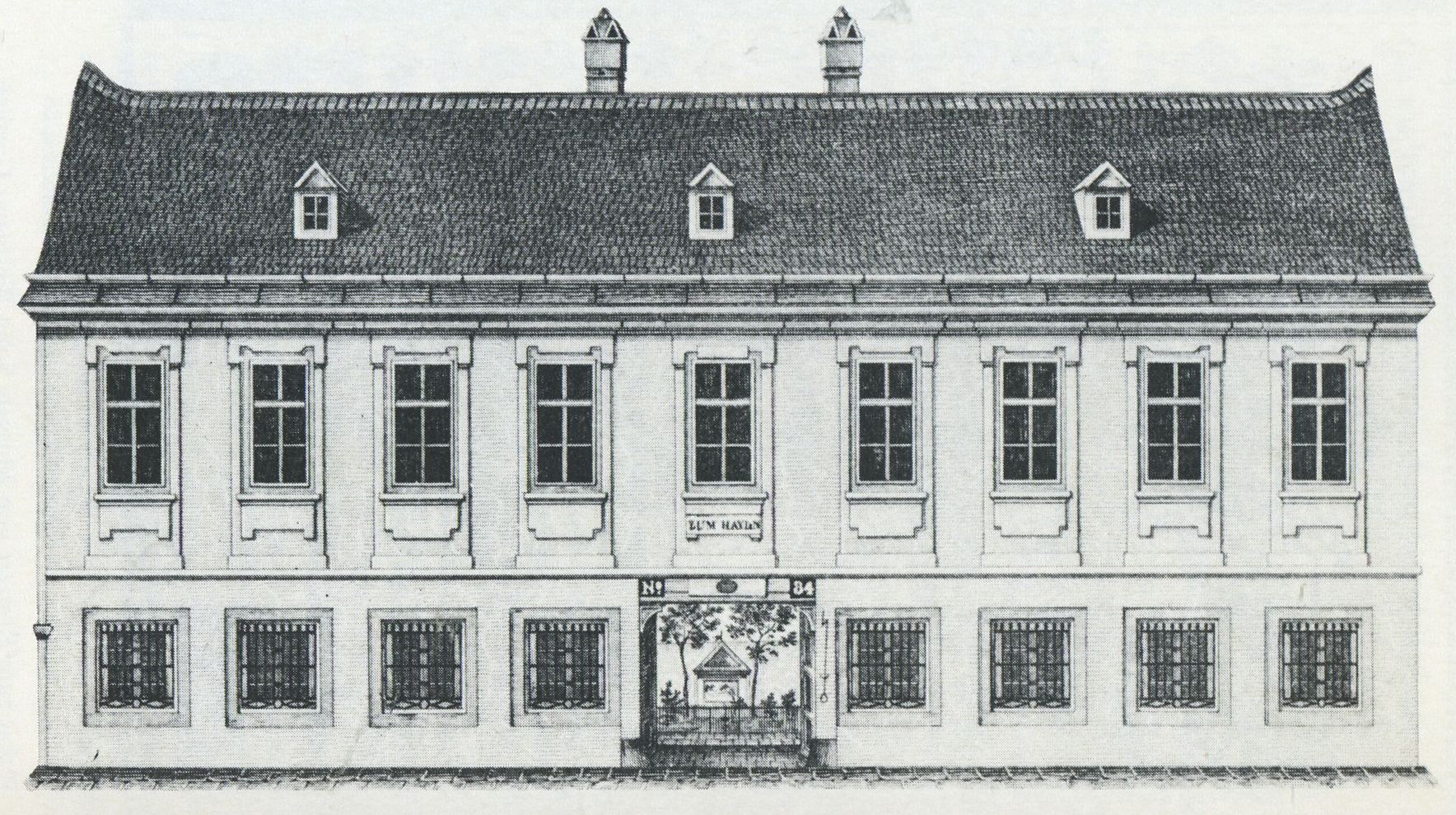
Haydns Haus in der Vorstadt Windmühle (Lithografie, 1840)

1793 kaufte Haydn in der damals westlich von Wien gelegenen Oberen Windmühle (einem schmalen Areal, das zur Vorstadt Windmühle gehörte und fast vollständig von der wesentlich größeren Vorstadt Gumpendorf umschlossen wurde) ein Haus mit Garten in der Kleinen Steingasse Nr. 73 (heute Haydngasse 19), das er nach Umbauten 1797 bezog. Dort entstanden die zwei Oratorien Die Schöpfung und Die Jahreszeiten sowie sechs Messen für die Familie Esterházy, die zu dieser Zeit wieder von einem musikalisch geneigten Fürsten, Nikolaus II., geführt wurde. Haydn, nun wieder Leiter der Esterházyschen Kapelle, komponierte auch die letzten neun einer langen Reihe von Streichquartetten, unter anderem das Quintenquartett, das Sonnenaufgangsquartett und das Kaiserquartett. Letzteres war ein Auftragswerk des Kaiserhofs des Heiligen Römischen Reiches auf das ebenfalls in Auftrag gegebene Gedicht Lorenz Leopold Haschkas „Gott! erhalte Franz, den Kaiser, Unsern guten Kaiser Franz!“. Diese Kaiserhymne wurde 1797 am Geburtstag des Kaisers Franz II. in dessen und beider Schöpfer Anwesenheit im Burgtheater am Wiener Michaelerplatz uraufgeführt. In einem Brief schrieb der älter werdende Haydn: „Oh Gott, wie viel ist noch zu tun in dieser herrlichen Kunst!“
Im Jahr 1800 starb Haydns Frau während eines Kuraufenthalts in Baden bei Wien. Ab 1802 war Haydn wegen einer Krankheit, an der er schon seit einiger Zeit gelitten hatte, körperlich nicht mehr in der Lage zu komponieren oder öffentlich aufzutreten. Trotzdem riss ihm der Strom an frischen musikalischen Ideen, die auf Ausarbeitung warteten, nicht ab. Der kranke Haydn wurde von seinen Dienern gut gepflegt und empfing viele Besuche und öffentliche Ehren. Der 13-jährige Franz Xaver Wolfgang Mozart komponierte anlässlich des 73. Geburtstags Haydns 1805 eine eigene Kantate.

### Tod und Grablegung
Haydn starb am 31. Mai 1809 im Alter von 77 Jahren, wenige Wochen, nachdem Wien von der französischen Armee unter Napoleon belagert und am 13. Mai eingenommen worden war  (siehe Geschichte Wiens). Als in der Nachbarschaft Kanonenschüsse fielen, soll er ausgerufen haben: „Kinder, fürchtet euch nicht, wo Haydn ist, da kann nichts geschehen,“ wie Albert Christoph Dies berichtet. Wenige Tage vor seinem Tod besuchte ihn ein französischer Husarenoffizier, der ihm die Arie „Mit Würd' und Hoheit angetan“ aus der Schöpfung vorsang. In der Wiener Zeitung vom 7. Juni 1809 wurde als Todesursache „Altersschwäche“ angegeben.

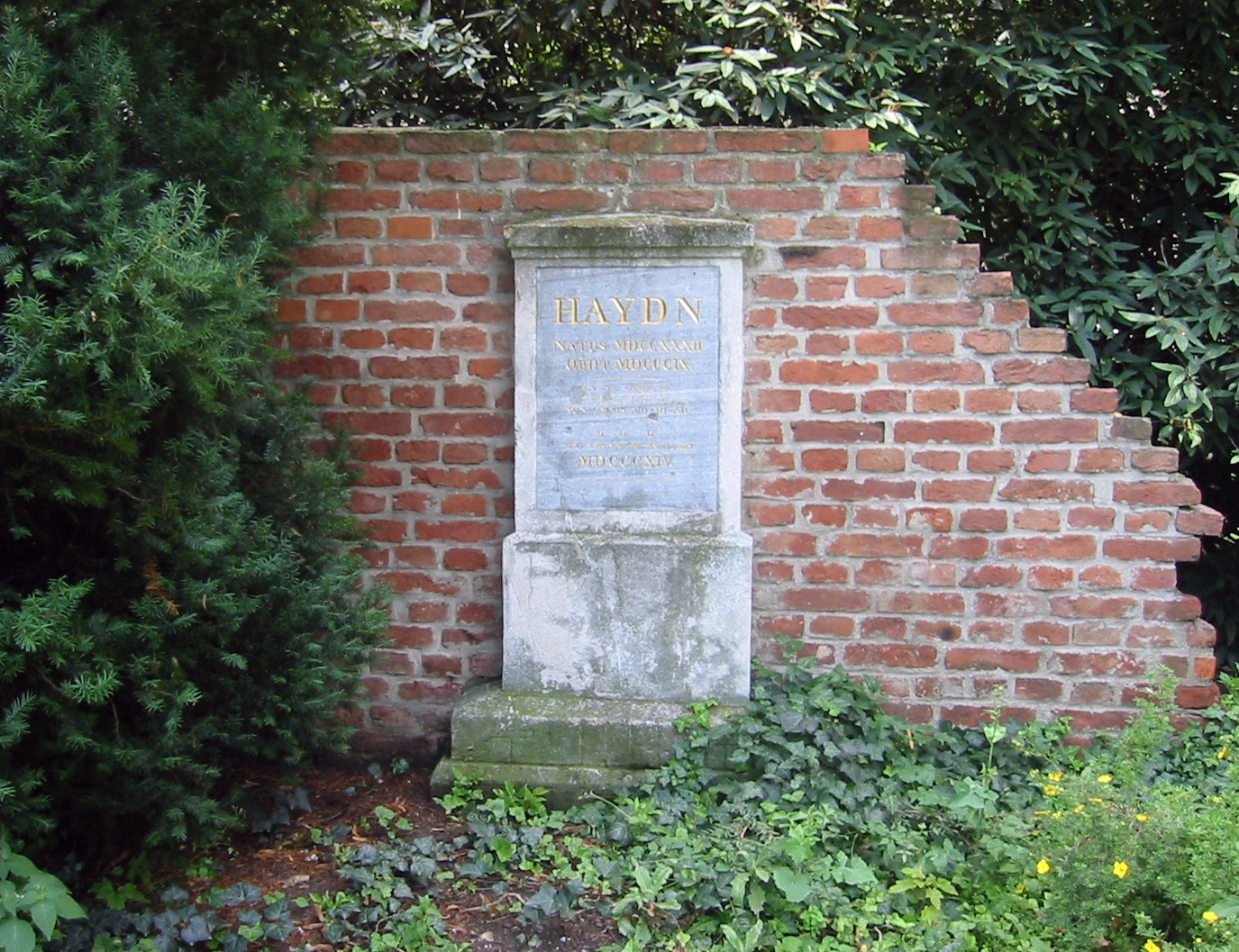
Das ehemalige Grabmal in Wien

Haydn wurde am Tag darauf auf dem Hundsturmer Friedhof (heute Haydnpark in Wien-Meidling) beigesetzt. Zwei Wochen später, am 15. Juni fand eine Trauerfeier in der Schottenkirche statt, bei der Mozarts Requiem aufgeführt wurde. 1814 stiftete sein Schüler Sigismund von Neukomm das Grabmal, das einen fünfstimmigen Rätselkanon Neukomms auf die Worte „Non omnis moriar“ zeigt. 
Die Familie Esterházy zeigte zunächst kein Interesse, den Toten zu würdigen. Erst die Bewunderung von Adolphus Frederick, 1. Duke of Cambridge, erinnerte Fürst Nikolaus II. wieder an den früheren Bediensteten. Er ließ Haydn 1820 exhumieren und nach Eisenstadt in die Bergkirche (auch Haydnkirche) überführen. Als bei diesen Arbeiten der Sarg geöffnet wurde, fehlte der Schädel. Nachforschungen ergaben, dass der Sekretär des Fürsten Esterházy – Joseph Carl Rosenbaum, ein Anhänger der Schädellehre von Franz Joseph Gall – den Totengräber, einen Gefängnisverwalter sowie zwei Wiener Beamte bestochen hatte, acht Tage nach der Beisetzung heimlich das Grab zu öffnen und den Schädel zu entwenden. Das Versteck des Schädels konnte zunächst nicht ermittelt werden, und so wurde der Leichnam ohne Schädel nach Eisenstadt überführt und dort beigesetzt. Später übergab der Gefängnisverwalter Johann Peter der Polizei einen angeblichen Schädel Haydns. Den echten Schädel hinterließ der Sekretär Rosenbaum seinem Freund Peter mit dem Auftrag, ihn dem Musikkonservatorium zu vermachen. Doch weder Peter noch seine Witwe wagten die Herausgabe; der Schädel wanderte noch durch etliche Hände, bis er 1895 in den Besitz der Gesellschaft der Musikfreunde in Wien gelangte. Kurz vor dem Ersten Weltkrieg untersuchte Julius Tandler (damals Anatomieprofessor an der Universität Wien) den Schädel, beschrieb ihn eingehend und verglich ihn mit Haydns Totenmaske.

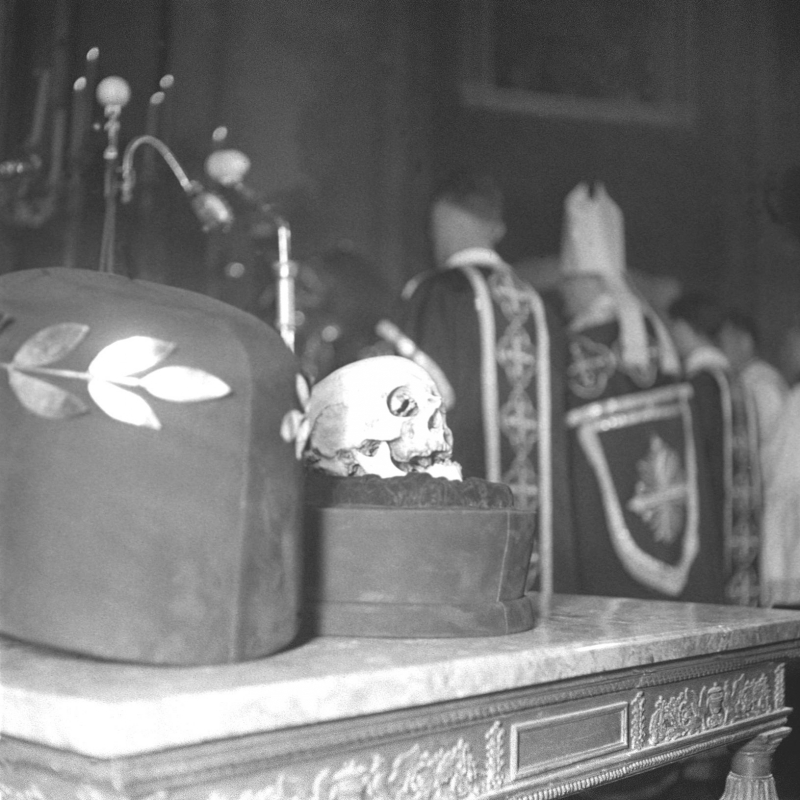
Der Totenschädel Haydns am Altar der Eisenstädter Bergkirche
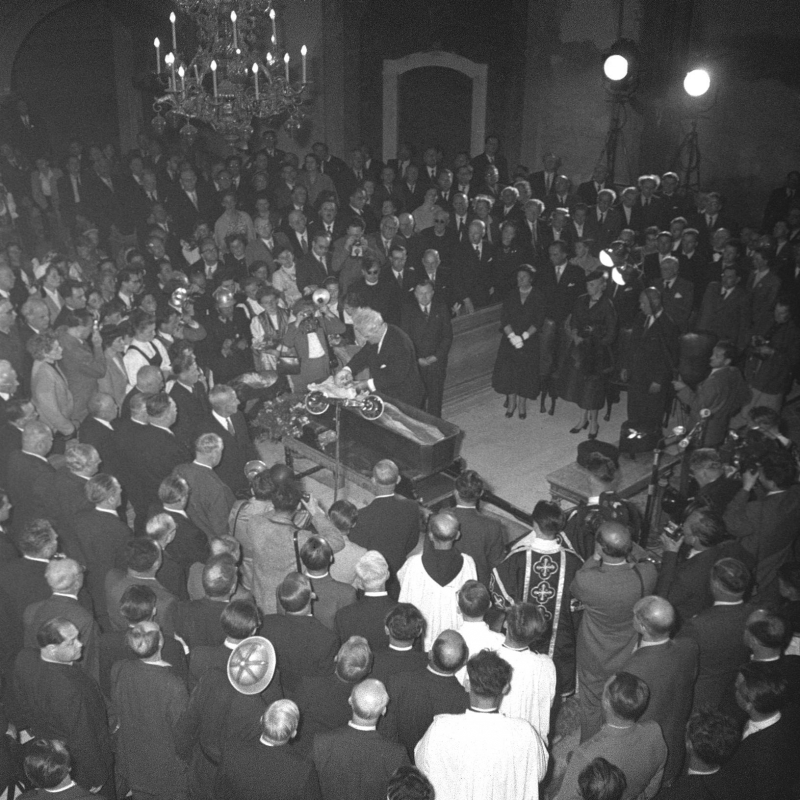
Gustinus Ambrosi legt den Schädel zu den übrigen Gebeinen

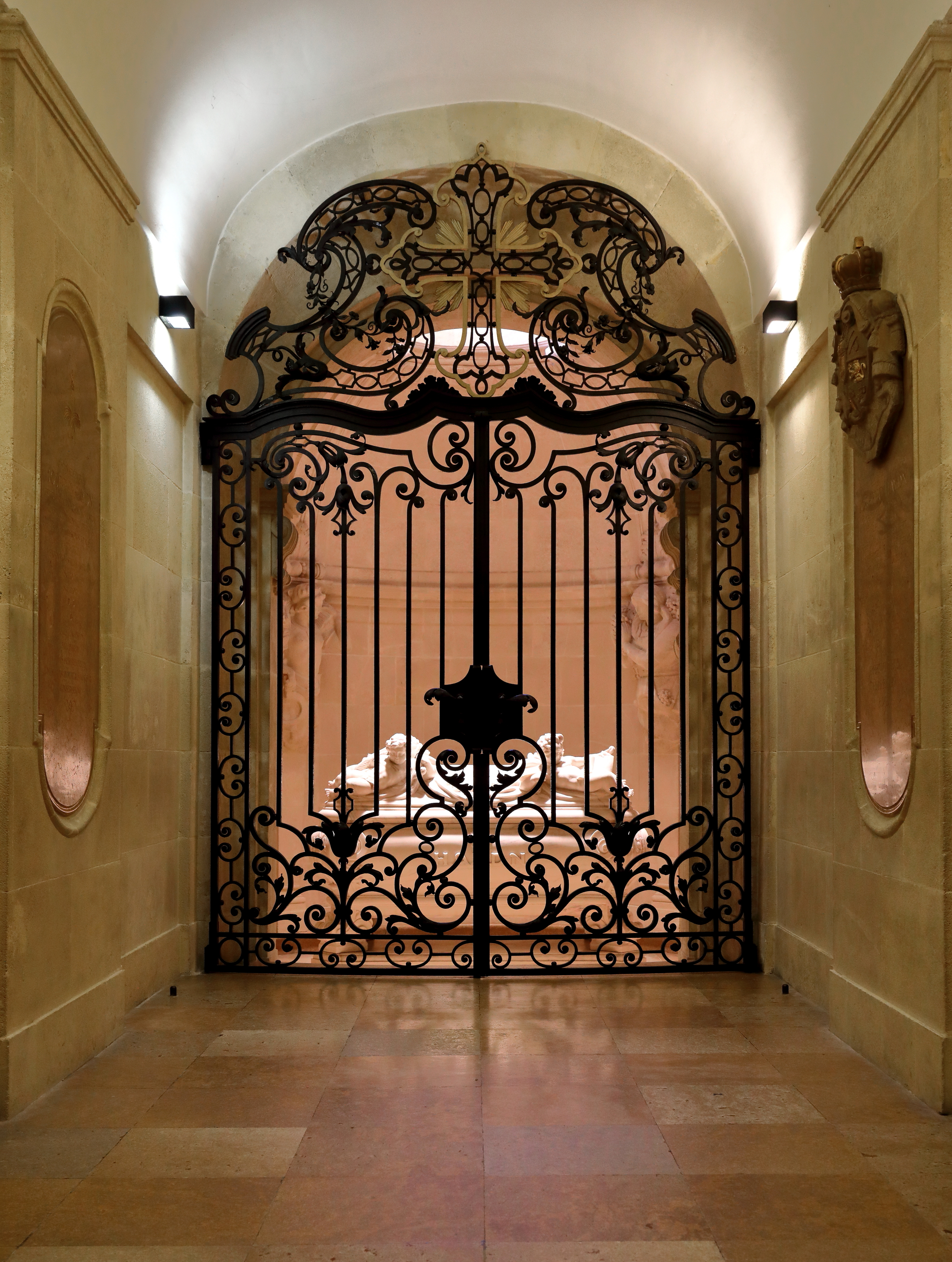
Das Haydn-Mausoleum in der Eisenstädter Bergkirche

1932 ließ Paul Esterházy nach Plänen des Architekten Franz Kraus im linken Seitentrakt der Eisenstädter Bergkirche unter dem Nordturm das Haydn-Mausoleum errichten, in dem die Gebeine Haydns bestattet wurden. 1954 legte der Bildhauer Gustinus Ambrosi feierlich den Schädel zu den übrigen Gebeinen in den Sarkophag.

### Charakter und Erscheinung
Haydn war unter seinen Zeitgenossen bekannt für seine liebenswürdige und optimistische Persönlichkeit. Er hatte einen Sinn für Humor, der in seiner Liebe zu Streichen hervortrat und oft in seiner Musik hörbar wird. Er wurde besonders von den ihm unterstehenden Hofmusikern der Esterházys geschätzt, da er eine herzliche Arbeitsatmosphäre pflegte und die Interessen der Musiker wirksam gegenüber ihrem Arbeitgeber vertrat.
Haydn war frommer Katholik, der oft seinen Rosenkranz zur Hand nahm, wenn er sich bei einer Komposition festgefahren hatte, eine Gewohnheit, die er als hilfreich empfand. Wenn er eine Komposition beendet hatte, pflegte er „Laus Deo“ (Lob sei Gott) oder eine ähnliche Wendung an das Ende des Manuskripts zu schreiben. Zur Zerstreuung liebte er die Jagd und das Angeln.
Haydn war von kleiner Statur. Aufgrund einer überstandenen Pockenerkrankung war sein Gesicht mit Narben übersät. Daher war er ziemlich überrascht, als die Frauen ihn während seines London-Besuchs umschwärmten. Die Porträtmaler, die Haydn während seiner Lebenszeit zeichneten oder malten, versuchten auf unterschiedliche Weise, seine attraktive Persönlichkeit statt seines unschönen Gesichts zum Ausdruck zu bringen; deshalb gleichen sich keine zwei der überlieferten Porträts. Einen guten Eindruck vom Aussehen Haydns liefert die 1800, also zu seinen Lebzeiten, entstandene Wachs-Porträtbüste von Franz Christian Thaler, die sich im Bestand des Kunsthistorischen Museums Wien befindet und in der Sammlung alter Musikinstrumente ausgestellt ist.
Haydn war auch ein Kunstliebhaber und hinterließ aus seiner Sammlung zahlreiche Kupferstiche, davon 140 aus seiner Londoner Zeit, überwiegend aus zeitgenössischer Kunst.

## Leistungen
Haydn wird traditionell als „Vater“ der klassischen Sinfonie und des Streichquartetts betrachtet und war Neuerer beim Schreiben von Klaviersonaten und Klaviertrios. Wenngleich andere Komponisten der Frühklassik, wie Carl Philipp Emanuel Bach bei der Klaviersonate und Johann Stamitz oder Johann Christian Bach bei der Sinfonie, eine wichtige Rolle spielten, wird Haydns Einfluss doch als vorherrschend eingeschätzt.
Daneben trug Haydn auch zur Entwicklung der Sonatenform von einem einfachen, von der „Sonata bipartita“ herkommenden Formschema zu einer dramatisierten, subtilen und flexiblen musikalischen Ausdrucksform bei. Charakteristisch für den umfassenden Charakter der Bedeutung dieser Form sind ihre Varianten wie die Sonatenrondoform, für die Flexibilität die Variationsform mit zwei Themen und die Integration von Fuge und kontrapunktischen Elementen in das Streichquartett.
Der Weise von Haydns 1797 komponierter Kaiserhymne „Gott erhalte Franz, den Kaiser, unsern guten Kaiser Franz“ (s. oben) unterlegte August Heinrich Hoffmann von Fallersleben sein 1841 auf dem damals britischen Helgoland gedichtetes Lied der Deutschen, das mit wechselnder Strophenbenutzung zur Nationalhymne des Deutschen Reiches während der Weimarer Republik und der nationalsozialistischen Diktatur sowie der Bundesrepublik Deutschland wurde.

### Struktur der Musik
Ein zentrales Charakteristikum von Haydns Musik ist die Entwicklung größerer Strukturen aus sehr kleinen und einfachen musikalischen Motiven heraus. Die Musik ist formal oft recht konzentriert, und die wichtigen musikalischen Ereignisse eines Satzes können sich rasch entfalten.
Viele Werke Haydns sind nach der Sonatensatzform aufgebaut, wenn auch mit einigen Besonderheiten im Vergleich zu Mozart und Beethoven. In der Exposition verwendet Haydn häufig kein kontrastierendes „zweites Thema“ beim Erreichen der Dominante; stattdessen wiederholt er das eröffnende Thema oder ein ähnliches Thema. In der Reprise ändert er oft die Reihenfolge der Themen im Vergleich zur Exposition.
Haydns kompositorische Praxis beeinflusste sowohl Mozart als auch Beethoven. Das Besondere an der Kompositionsweise der drei Wiener Klassiker waren drei hochentwickelte Verfahren: obligates Accompagnement, durchbrochener Stil und motivisch-thematische Arbeit.
Vielleicht mehr als jeder andere Komponist ist Haydn bekannt für die Scherze, die er in seine Musik steckte. Das bekannteste Beispiel ist der plötzliche laute Akkord in der Sinfonie Nr. 94 „mit dem Paukenschlag“. Weitere Beispiele: das vorgetäuschte Ende in den Quartetten op. 33 Nr. 2 und op. 50 Nr. 3 oder die rhythmische Illusion, die er im Trio op. 50 Nr. 1 platzierte.

### Entwicklung von Haydns Stil

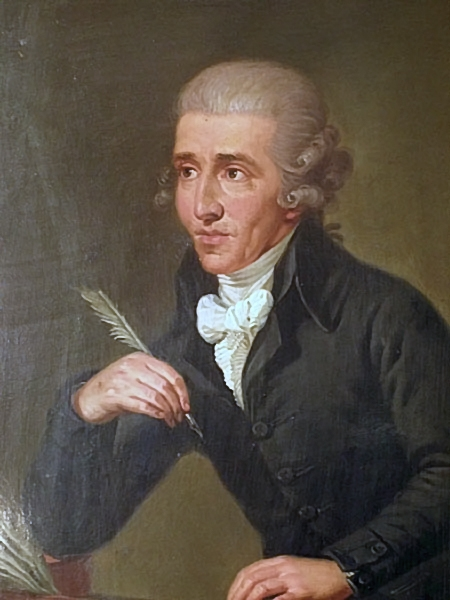
Joseph Haydn (Gemälde von Ludwig Guttenbrunn, um 1770)

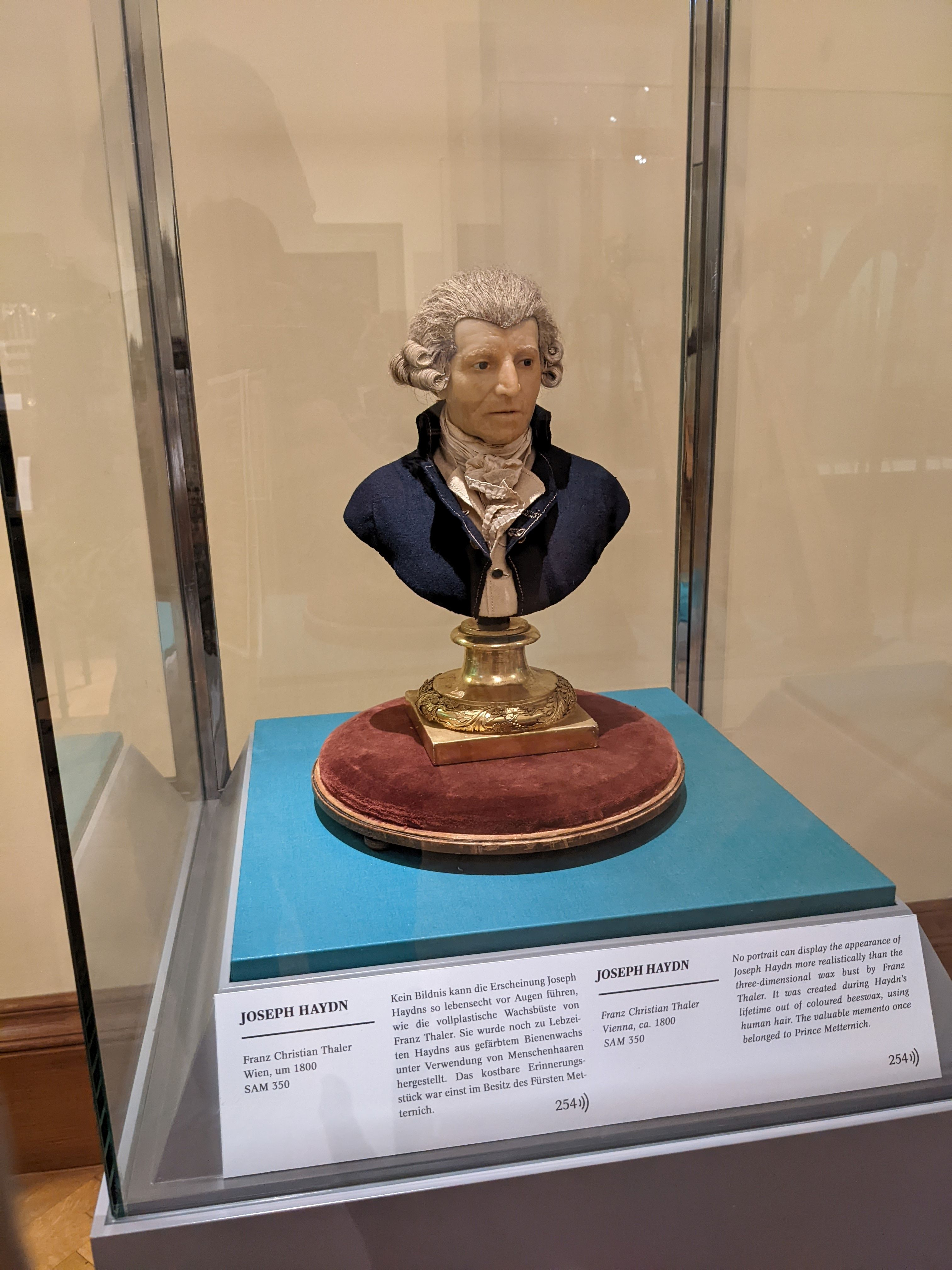
Zu seinen Lebzeiten angefertigte Büste von Joseph Haydn (1800, KHM Wien)

Wenn man Haydns über fünf Jahrzehnte (ungefähr von 1749 bis 1802) geschaffenen Kompositionen betrachtet, findet man eine allmählich, aber stetig zunehmende Komplexität und musikalische Verfeinerung, die sich so entwickelte, wie Haydn aus seiner eigenen Erfahrung und der seiner Kollegen lernte. Man kann einige wichtige Meilensteine in der Evolution von Haydns musikalischem Stil ausmachen.
In den späten 1760ern und frühen 1770ern schrieb Haydn Werke, die man dem „Sturm und Drang“ zuordnen kann, gekennzeichnet von leidenschaftlicher Musiksprache und gewagten Harmonien. Anton Reicha schrieb 1814, Haydn habe seinen Kompositionsstil einer gründlichen Revision unterzogen:
„Haydn studierte seine Kunst ständig. […] Nach vielen Werken begann er mit 40 Jahren wieder komplett mit der Kompositionstechnik, um sich in dieser Fertigkeit zu festigen, und deren Geheimnisse besser zu verstehen.“
Die meisten Sinfonien mit Nummern zwischen 35 und ungefähr 55 sind von dieser Art. In dieser Zeit beschäftigte er sich mit kontrapunktischen Studien und experimentierte mit dem Schreiben von Fugen, die in der Wiener Tradition italienischen Ursprungs (J. J. Fux) stehen und weniger mit dem Fugenwerk J. S. Bachs zu tun haben, auffallend in den Finalsätzen der sechs Streichquartette (Sonnenquartette) op. 20 (1772).
Im Jahr 1781 veröffentlichte Haydn sechs Streichquartette op. 33, mit einer Ankündigung an die potentiellen Käufer, dass sie „auf eine ganz neue, besondere Art“ geschrieben seien. Charles Rosen hat erörtert, dass diese Erklärung von Seiten Haydns nicht nur Marketing, sondern ganz ernst gemeint sei; er weist auf eine Zahl von wichtigen Fortschritten in Haydns Stil hin, die in diesen Quartetten erscheinen. Unter anderem sind dies die fließende Art der Phrasierung, in der jedes Motiv aus dem vorhergehenden ohne Unterbrechung hervorgeht; der Brauch, begleitendes Material sich in melodisches Material entwickeln zu lassen, und die Art des „klassischen Kontrapunkts“, in dem jeder Instrumentenpart seine eigene Integrität bewahrt, was dem von Beethoven „obligates Accompagnement“ genannten Verfahren entspricht. Diese Merkmale setzen sich fort in den vielen Quartetten, die Haydn nach op. 33 schrieb.
Ab 1781/1782 stand Haydn in regem Gedankenaustausch mit W. A. Mozart. Beide erkannten sich als ebenbürtige Meister an, schlossen Freundschaft und lernten voneinander. In der Musikwissenschaft spricht man daher bei Haydn auch von einer vormozartschen und einer nachmozartschen Periode. Ein älterer Zeitgenosse, dessen Werk Haydn als wichtigen Einfluss für sein Werk anerkannte, war Carl Philipp Emanuel Bach, der zweite Sohn Johann Sebastian Bachs.
Haydn war zudem befreundet mit dem Wiener Lautenisten Carl Kohaut, der auch Kompositionen Haydns für die Laute (Solokompositionen, Lautenduos und weitere Werke) spielte. Auch mit dem Gitarristen Anton Diabelli hatte er regen Kontakt. Vermutlich spielte Haydn selbst auch Laute oder Theorbe.
In den 1790ern entwickelte Haydn, angeregt durch seine England-Reisen, was Rosen seinen „populären Stil“ nennt, eine Weise der Komposition, die mit beispiellosem Erfolg Musik hervorbrachte, die großen populären Reiz hatte und dennoch eine gelehrte und rigorose musikalische Struktur besaß. Ein wichtiges Element des populären Stils war der häufige Gebrauch von österreichischem folkloristischem (oder erfundenem pseudo-folkloristischen) Material. Haydn bemühte sich, solches Material an geeigneten Stellen einzusetzen, so an den Enden von Sonatenexpositionen oder als Eröffnungsthemen von Finalsätzen. An solchen Stellen dient das folkloristische Material als ein Element der Stabilität, das die größere Struktur zu verankern hilft. Joseph Haydns populären Stil kann man in nahezu allen späteren Werken hören, zum Beispiel in den zwölf Londoner Sinfonien, den späten Quartetten und Klaviertrios und in den beiden späten Oratorien.

## Instrumente
Das Fortepiano „Anton Walter in Wien“, auf dem Haydn spielte, ist im Haydn-Haus in Eisenstadt ausgestellt. 1788 kaufte sich Haydn in Wien ein Fortepiano von Wenzel Schantz. Während seines ersten Aufenthalts in London stellte ihm der englische Klavierbauer John Broadwood einen Konzertflügel zur Verfügung. Mehrere Instrumente aus dem Besitz Haydns befinden sich heute im Archiv der Gesellschaft der Musikfreunde in Wien.

## Schüler
- Marianne Auenbrugger
- Ludwig van Beethoven
- Franz Seraph Destouches
- Johann Georg Distler
- Peter Hänsel
- Sigismund von Neukomm
- Ignaz Pleyel
- Paul Struck
- Franciszek Lessel

## Werke
Eine vollständige Auflistung der bekannten Werke Joseph Haydns wurde durch Anthony van Hoboken erstellt und ist als Hoboken-Verzeichnis bekannt. Den Werknummern aus diesem Verzeichnis wird die Abkürzung Hob. vorangestellt. Der Impresario und angesehene Musikverleger Heinrich Philipp Bossler druckte zwischen 1783 und 1795 einige Werke Joseph Haydns im Original. Haydn genoss in Bosslers Verlag eine bevorzugte Stellung und war mit Bossler, dem Impresario der Marianne Kirchgeßner, persönlich bekannt. Eine Gesamtausgabe der Werke Haydns unternahm zuerst der Verlag Breitkopf & Härtel in Leipzig.

### Orchesterwerke
- nach heutigem Kenntnisstand 107 Sinfonien, beispielsweise Die Uhr, Sinfonie mit dem Paukenschlag, Der Abschied
- Eine Sinfonia concertante für Solo-Violine, -Cello, -Oboe und -Fagott
- Orchesterfassung von Die sieben letzten Worte unseres Erlösers am Kreuze

### Bühnenwerke
Von manchen seiner Opern sind lediglich Titel oder Libretti überliefert:
- Der krumme Teufel (um 1751) bzw. Der neue krumme Teufel (um 1759); Singspiel; Libretto von Joseph von Kurtz, verschollen
- La marchesa nespola (1762); Comedia
- Acide e Galatea (1762, Hob. XXVIII:1); Libretto von Giovanni Ambrogio Migliavacca nach Pietro Metastasios La Galatea
- La canterina (1766, Hob. XXVIII:2)
- Lo speziale (Der Apotheker) (1768, Hob. XXVIII:3)
- Le pescatrici (Die Fischerinnen) (1769, Hob. XXVIII:4)
- L’infedeltà delusa (Die vereitelte Untreue) (1773, Hob. XXVIII:5)
- Philemon und Baucis (1773); Libretto nach Gottlieb Konrad Pfeffel
- L’incontro improvviso (Die unverhoffte Zusammenkunft) (1775, Hob. XXVIII:6)
- Die Feuersbrunst, oder Das abgebrannte Haus (Echtheit nicht gesichert; vermutlich zwischen 1776 und 1778); Marionetten-Singspiel
- Il mondo della luna (Die Welt auf dem Monde) (1777, Hob. XXVIII:7)
- La vera costanza (1777/78, Hob. XXVIII:8)
- L’isola disabitata (1779, Hob. XXVIII:9)
- La fedeltà premiata (Die belohnte Treue) (1780, Hob. XXVIII:10)
- Orlando paladino (Ritter Roland) (1782, Hob. XXVIII:11)
- Armida (1784, Hob. XXVIII:12)
- L’anima del filosofo, ossia Orfeo ed Euridice (1791, Hob. XXVIII:13)

### Messen
14 Messen:
- Missa brevis (Jugendmesse) (~1750, Hob. XXII:1)
- Missa Sunt bona mixta malis (1768, Hob. XXII:2)
- Missa Rorate coeli desuper (~ 1750, Hob. XXII:3)
- Missa in honorem Beatissimae Virginis Mariae, Große Orgelsolomesse (1770, Hob. XXII:4)
- Missa Cellensis in honorem Beatissimae Virginis Mariae, Cäcilienmesse (1766, Hob. XXII:5)
- Missa Sancti Nicolai, Nikolaimesse (1772, Hob. XXII:6)
- Missa brevis Sancti Johannis de Deo, Kleine Orgelsolomesse (~1778, Hob. XXII:7)
- Missa Cellensis, Mariazellermesse (1782, Hob. XXII:8)
- Missa in tempore belli, Paukenmesse (1796, Hob. XXII:9)
- Missa Sancti Bernardi de Offida, Heiligmesse (1796, Hob. XXII:10)
- Missa in angustiis, Nelsonmesse (1798, Hob. XXII:11)
- Theresienmesse (1799, Hob. XXII:12)
- Schöpfungsmesse (1801, Hob. XXII:13)
- Harmoniemesse (1802, Hob. XXII:14)

### Oratorien
3 geistliche Oratorien:
- Il ritorno di Tobia (1775)
- Die sieben letzten Worte unseres Erlösers am Kreuze (Fassung als Oratorium 1796)
- Die Schöpfung (1798)

1 weltliches Oratorium:
- Die Jahreszeiten (1801)

### Solokonzerte
- 3 Hornkonzerte
- 6 Orgelkonzerte
- 11 Konzerte für Tasteninstrument (Klavier bzw. Orgel), von denen einige als nicht authentisch gelten
- 5 Lyrakonzerte
- 4 Barytonkonzerte
- 1 Trompetenkonzert
- 4 Violinkonzerte
- 2 nachweislich von Haydn stammende Cellokonzerte (bei 7 weiteren ist die Urheberschaft umstritten):
  - Cellokonzert in C-Dur (Hob. VIIb:1)
  - Cellokonzert in D-Dur (Hob. VIIb:2)

### Kammermusik
Unter anderem:
- 68 Streichquartette, beispielsweise Quintenquartett, Kaiserquartett, Lerchenquartett, Vogelquartett, Rasiermesserquartett und Sonnenaufgangsquartett
- 46 Klaviertrios
- 21 Streichtrios
- 126 Barytontrios
- Quartett in D-Dur für Laute, Violine, Viola und Violoncello[23] (Manuskript in der Augsburger Stadtbibliothek, herausgegeben etwa von Hans Dagobert Bruger).
- Trio für (13chörige) Laute, Violine und Violoncello
- Cassation für Laute, Violine und Violoncello (in der Übertragung von Adolf Koczirz aus der Brüsseler Handschrift II. 4088: C-dur Cassationa für oblig. Laute, Violine u. Vcello del Sig. Giuseppe Haydn à Vienne[24])[25]

### Klaviermusik
- 52 Klaviersonaten
- Klavierstücke, Capriccios und Klaviervariationen

### Vokalwerke
- Motetten und Kantaten
- Lieder in verschiedener Besetzung
- zahlreiche Bearbeitungen von schottischen und walisischen Volksliedern
- Kanons

### Sonstiges
- Kompositionen für die Flötenuhr
- Kompositionen für die Laute

## Datenträger
- Franz Joseph Haydn:  Meisterwerke ● 40 Stunden MP3, DVD-ROM, Aretinus Gesellschaft für Musikarchivierung mbH, Berlin 2006, ISBN 3-939107-16-6.

## Ehrungen

### Zu Lebzeiten

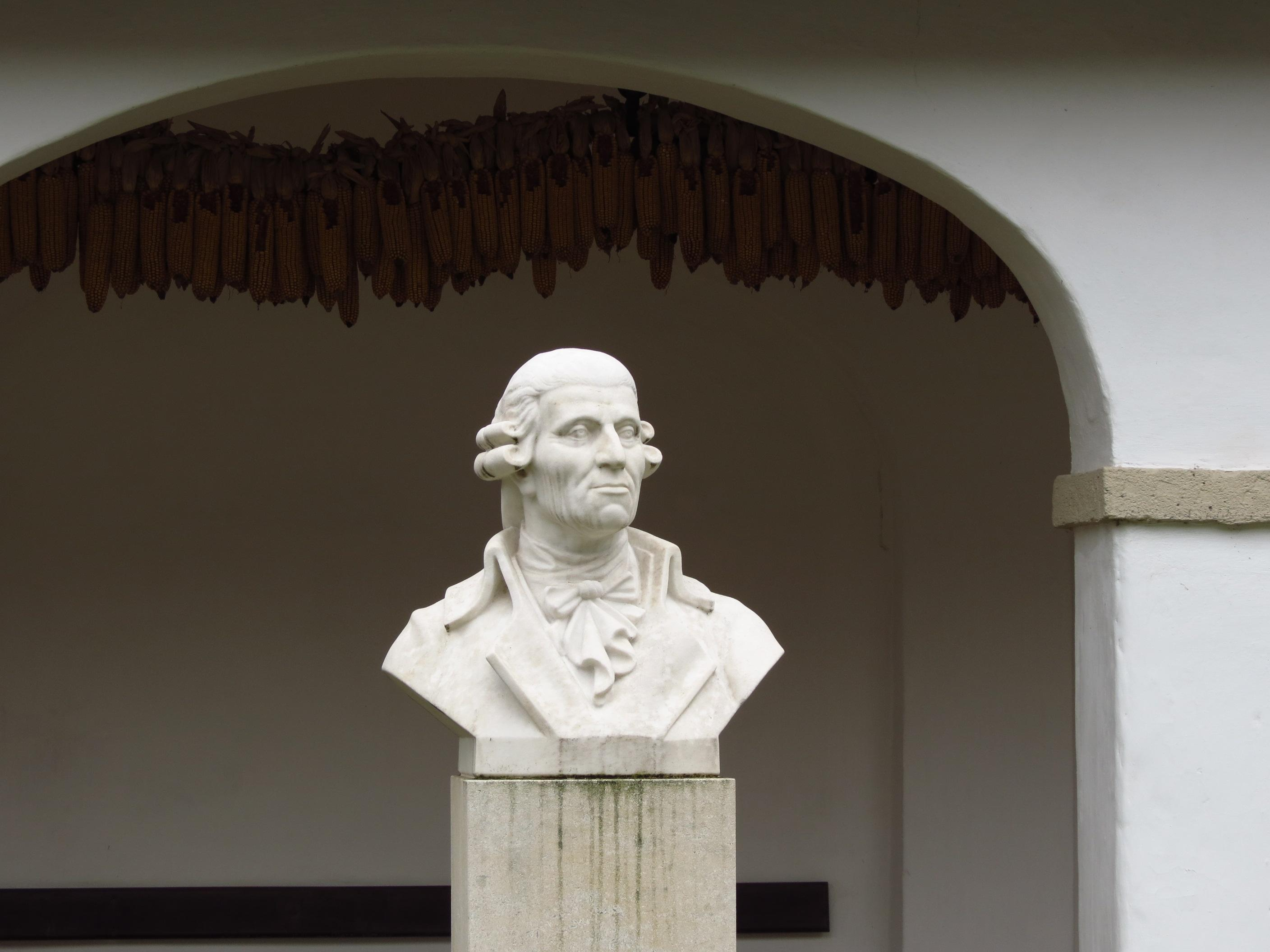
Haydn-Büste in seinem Geburtshaus in Rohrau

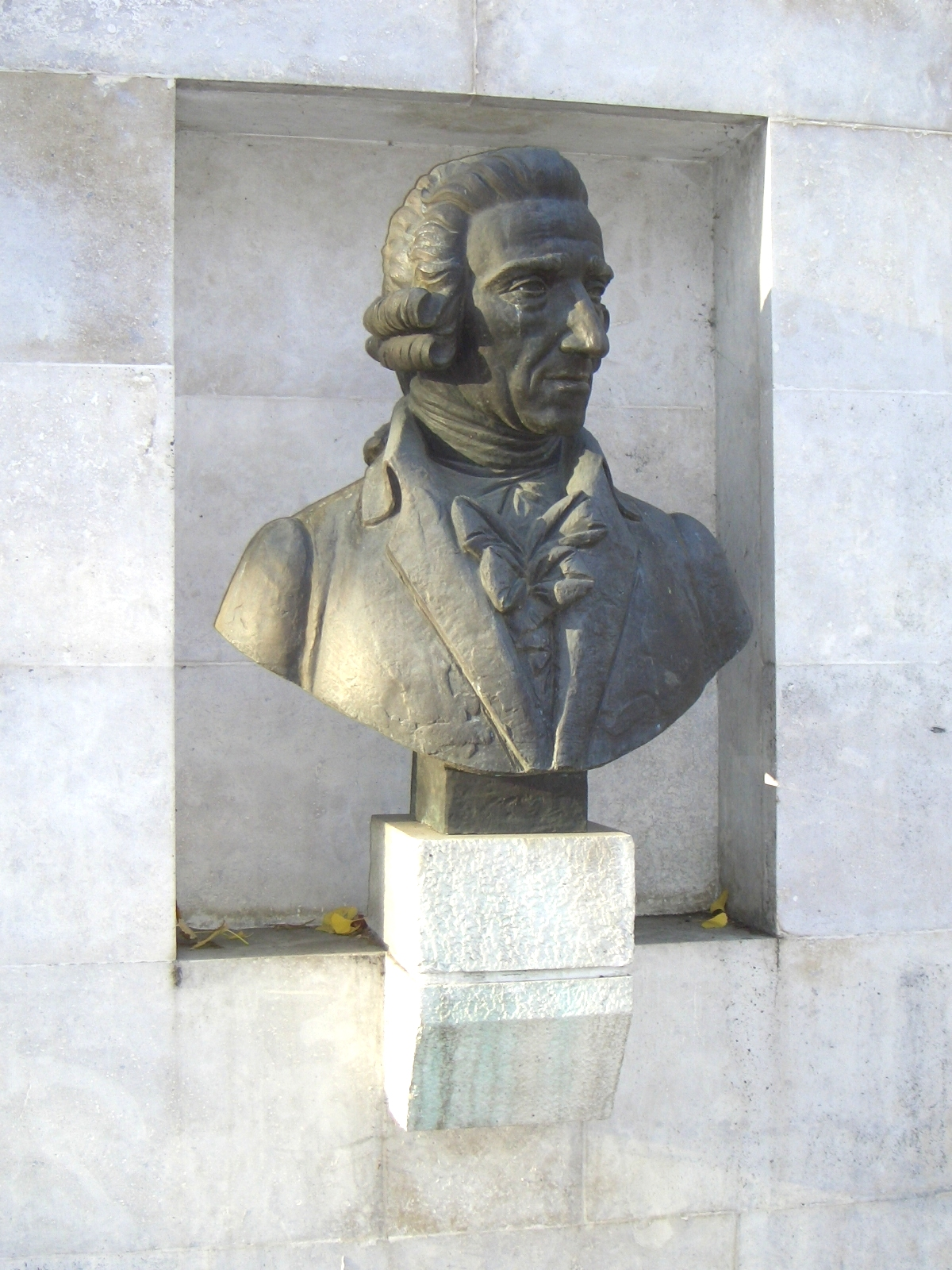
Haydn-Denkmal in Budapest (1959)

Noch zu Lebzeiten erhielt Joseph Haydn viele Ehrungen. 1791 wurde er Ehrendoktor der Universität Oxford, 1798 Mitglied der Königlich Schwedischen Akademie, 1801 auswärtiges Mitglied der Académie des Beaux-Arts, 1803 erhielt er die goldene Salvatormedaille der Stadt Wien, 1804 wurde er ihr Ehrenbürger, 1805 erfolgte die Berufung zum Conservatoire in Paris. 1808 wurde er Ehrenmitglied der Philharmonischen Gesellschaft in St. Petersburg.

### Postume Ehrungen
Gebäude mit namentlichem Bezug zu Joseph Haydn sind das Haydn-Geburtshaus in Rohrau, das Haydnhaus in Wien-Mariahilf, die Haydnkirche in Eisenstadt, das Haydn-Haus Eisenstadt sowie das Haydnhäuschen in Eisenstadt. Darüber hinaus trägt das Haydn Inlet, eine Bucht an der Küste der westantarktischen Alexander-I.-Insel, seinen Namen.
Verschiedene Denkmäler wurden für Haydn errichtet und Gedenktafeln angebracht. Außerdem wurden Plätze und Straßen nach ihm benannt, darunter im Jahr 1862 die Haydngasse in Wien-Mariahilf (6. Bezirk).
Zum 200. Geburtstag Haydns veranstaltete die Haydnstiftung in Zusammenarbeit mit der damaligen „Mittelstelle Deutscher Jugend in Europa“ im Juli 1932 eine besondere Haydnfeier mit deutlich nationalsozialistisch-großdeutschem Charakter. Aus allen deutschsprachigen Siedlungsgebieten in Mitteleuropa brachten Jugendliche Erde ihrer Heimat (z. B. Helgoland), bedeutender historischer Stätten (z. B. von der Wartburg bei Eisenach), von Gräbern historisch bedeutender Deutscher (z. B. von den Kaisergräbern des Speyerer Domes und dem Grab Martin Luthers), von Gedenkstätten (z. B. von Friedrich Schillers Geburtshaus in Marbach am Neckar), Schlachtfeldern (z. B. vom Völkerschlachtdenkmal und vom Langemarck-Friedhof) sowie von Arbeitsstätten (z. B. Warndtgebiet im Saarland) nach Eisenstadt als Bekenntnis zu nationalem Deutschtum. Das Haydnmal in Gestalt einer großdimensionierten Kubus-Urne trug die Inschrift „Jugend kam aus allen Marken und brachte Erde der Heimat, Joseph Haydn, dem Sänger des Liedes der Deutschen, zur Ehre, dem ewigen Reiche der Deutschen zum Pfand.“
Der Eisenstädter Haydn-Verein finanzierte ein Denkmal, eine Porträt-Relief aus Bronze auf einem Marmorblock, gestaltet von der Bildhauerin Heidi Tschank, das am 1. Mai 2018 in der Bürgerspitalgasse neben dem historischen Kräutergarten des Komponisten enthüllt wurde.
Haydns Konterfei ist auf der 20-Schilling-Banknote von 1950 sowie auf einer 2-Schilling-, 20-Schilling- und 5-Euro-Münze und auf diversen Briefmarken zu sehen.
Seit 2021 besteht das ungarische Haydneum für Alte Musik in Budapest.

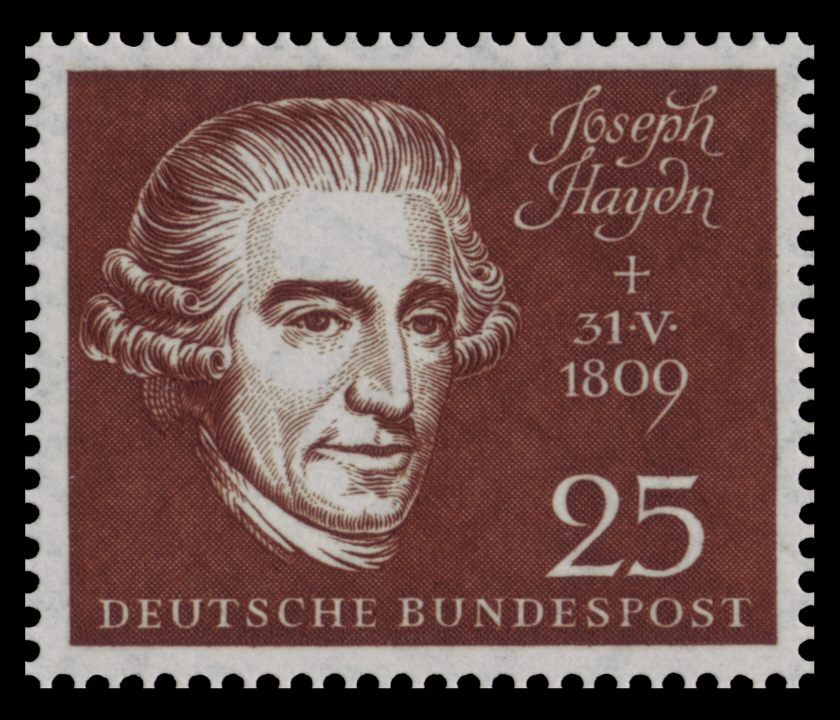
Briefmarke der Deutschen Bundespost (1959) zum 150. Todestag Haydns und zur Einweihung der Beethovenhalle
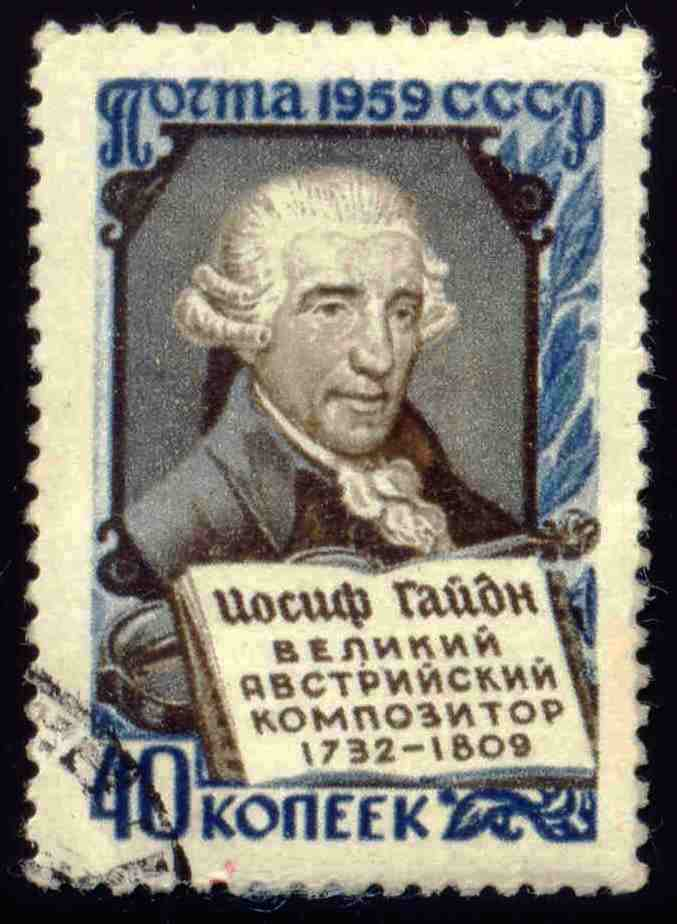
Sowjetische Briefmarke (1959) zum 150. Todestag
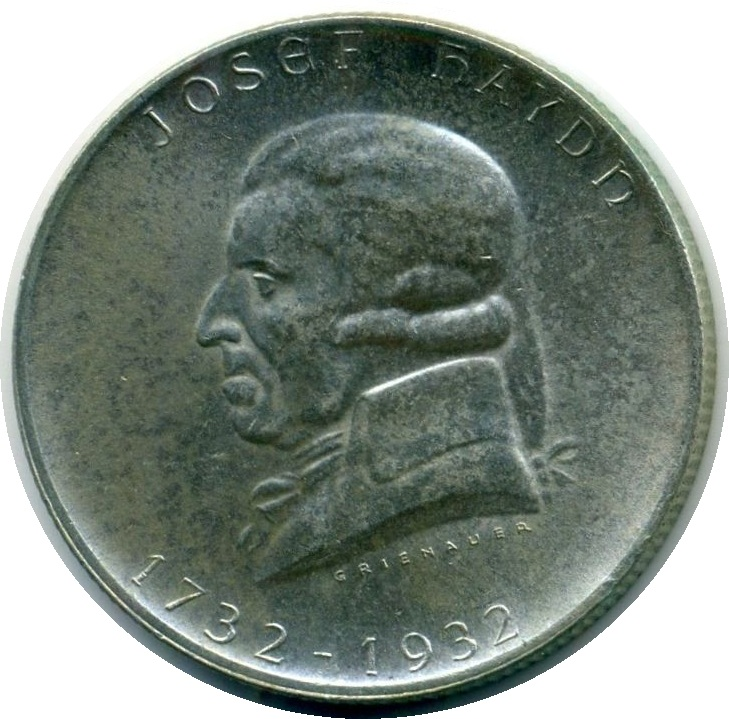
Österreichische 2-Schilling-Münze (1932)
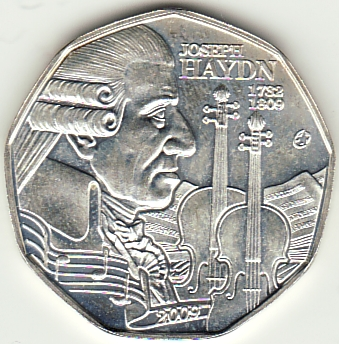
Österreichische 5-Euro-Münze (2009)

## Hörbücher
- Lutz Görner: Joseph Haydn. Sein Leben, seine Musik. 3 CDs mit viel Musik nach der Biografie von Hans-Josef Irmen. KKM Weimar 2008, ISBN 978-3-89816-285-2